# Linia kolejowa Stegna Gdańska – Nowy Dwór Gdański Wąskotorowy
Linia kolejowa Stegna Gdańska – Nowy Dwór Gdański Wąskotorowy – funkcjonująca od 1905 roku wąskotorowa linia kolejowa stanowiąca fragment sieci Gdańskiej Kolei Dojazdowej.

## Historia
Linia została wybudowana jako fragment większej sieci połączeń wąskotorowych na Żuławach przez spółkę Westpreußische Kleinbahnen Aktien-Gesellschaft (WKAG - Zachodniopruskie Koleje Lokalne Spółka Akcyjna). Odcinek Stegna - Rybina otwarto dla ruchu towarowego 1 października 1905 r. Na początku 1906 r. ukończono prace przy moście obrotowym w Rybinie i z dniem 1 maja 1906 r. uruchomiono ruch pasażerski na całej trasie. Dzięki temu uzyskano połączenie z linią normalnotorową Nowy Dwór Gdański - Szymankowo oraz siecią kolejek na południe od Nowego Dworu eksploatowanych przez Allgemeine Deutsche Kleinbahn-Gesellschaft (ADKG - Ogólnoniemiecka Spółka Małych Kolei). 
W sumie na linii znajdowały się wówczas trzy mosty obrotowe (w Rybinie na Szkarpawie, pod Tujskiem na Linawie i przed Nowym Dworem na Tudze). Pod zarządem WKAG linia funkcjonowała do 1945 roku, kiedy to wycofujące się wojska niemieckie rozebrały odcinek Stegna – Rybina, zniszczyły mosty i doprowadziły do zalania znacznej części Żuław.
W latach 1945–1948 prowadzono prace melioracyjne oraz naprawy zniszczonych obiektów inżynieryjnych i torów. Odbudowano most obrotowy w Rybinie, a mosty na Linawie koło Tujska i na Tudze przed Nowym Dworem przebudowano na stałe. W tym drugim przypadku wiązało się to z dość znacznym podniesieniem niwelety torowiska. Pierwszy pociąg wyruszył na trasę pod koniec 1948 r.
Prawobrzeżna część Gdańskiej Kolei Dojazdowej funkcjonowała w strukturach PKP do 1996 r. Od 15 sierpnia 2002 r. ruch na odcinkach Stegna - Nowy Dwór Gdański Wąskotorowy oraz Prawy Brzeg Wisły – Stegna – Sztutowo odbywa się pod szyldem Żuławskiej Kolei Dojazdowej.
Most obrotowy w Rybinie jest jednym z trzech obrotowych mostów kolejowych w Polsce. Dodatkowo jako jedyny jest regularnie wykorzystywany (obracany).